# Amaya Valdemoro
Amaya Valdemoro Madariaga (Alcobendas, Madrid, 18 de agosto de 1976) es una exjugadora de baloncesto española. Retirada en 2013, desde entonces ejerce de comentarista de baloncesto en televisión con Canal+ y Movistar +.  
La alero madrileña es considerada como una de las mejores jugadoras de la historia del baloncesto español femenino, ganadora de 3 anillos de la WNBA, 2 participaciones en Juegos Olímpicos Atenas 2004 y Pekín 2008 y numerosos trofeos más, siendo también buque insignia de la selección española de baloncesto, además de miembro del Salón de la Fama de la FIBA desde el año 2023.
Ha jugado en las ligas española, estadounidense (WNBA), brasileña, rusa y turca. Única jugadora en conseguir entrar en el Top 5 de mejor jugadora Europea en 6 años consecutivos. Fue la deportista española (tanto hombres como mujeres) más veces internacional absoluta de la historia, en 258 ocasiones, hasta que Laia Palau superó su récord en 2017. En 2013, el 30 de junio para poner broche a su brillante carrera se proclama campeona de Europa con la Selección tras ganar a Francia, precisamente en su país, la final del Eurobasket de 2013 por un ajustadísimo 70-69.
En octubre de 2021 se declaró abiertamente lesbiana y fue incluida como jugadora en el Hall of Fame del Baloncesto Español en la promoción de 2019.

## Carrera deportiva

### España y Estados Unidos (WNBA)
Desde los 9 años hasta los 13 practicó atletismo. Comenzó jugando al baloncesto como afición pero pronto convirtió el deporte en su medio de vida. Debutó en Primera División en 1992, con tan solo 15 años, en la selección absoluta en 1993, con 17 y en la WNBA en 1997, con 20 años.
En la temporada 90-91, jugó la fase de ascenso con la Universidad de Salamanca y ganó el Subcampeonato de España y en la temporada 92-93, ganó con el Dorna Godella , una Liga Europea y 3.º de España con el equipo juvenil. En 1993 consiguió la medalla de plata en el campeonato cadetes de Europa, y en 1994 medalla de plata, también, en el Campeonato de Europa Juvenil de Chequia. esa temporada (93-94), también con el Dorna Godella, ganó una Liga y una Copa, quedando Subcampeonas de Europa, en Poznan. Con el equipo juvenil quedó 2.º de España. 
En la temporada 94-95 y en la 95-96, jugó en el Salamanca Halcón Viajes, consiguiendo en este segundo año, el Subcampeonato de Liga. En la temporada 96-97, con el Pool Getafe, ganó una liga y una copa. Y quedó Subcampeona de Europa, en Bourgues y en la temporada 97-98, también con el Pool Getafe, ganó una liga y una copa. En 1998, en la WNBA, fue elegida por Houston Comets con el número 30 del Draft. Ese mismo año (98-99) jugó de nuevo con el Salamanca Halcón Viajes, donde logró un subcampeonato de Liga y ganando su primer Anillo WNBA con las Houston Comets en verano. En 1998, en el Mundial de Alemania (5.º puesto), obtuvo el premio a la jugadora con más impacto. En la temporada 99-00 jugó con el Salamanca Halcón Viajes, consiguiendo el subcampeonato de liga. Esta temporada consiguió su segundo Anillo WNBA. En la temporada 00-01 jugó con el Salamanca Halcón Viajes, donde quedó tercera en la Liga y Subcampeonas de la Copa, en Palma. MVP de la LFP en 2001 con el Salamanca Halcón Viajes. Y llegó su tercer Anillo de la WNBA.
Es la primera baloncestista Española en lograr ganar un anillo de campeona de la NBA (en este caso, en la WNBA) y la única en ganarlo 3 veces, lográndolo además de manera consecutiva.
En la temporada 01-02, comenzó a jugar con el Ros Casares Valencia, ese año ganaron la Liga y la Copa. La temporada 02-03, también con el Ros Casares Valencia, volvió a ganar la Copa, y fueron segundas en el Campeonato de Liga. En 2002, en el Mundial de China (5.º puesto) fue incluida en el quinteto ideal del mundo. Acabó 6.ª en el ranking de triples metidos (14 de 32, con un 44 %), 11.ª en el ranking de puntos totales (119 puntos, 13'2 puntos por partido), 26.ª en el de rebotes (40). Quedó 20.ª en el de tapones con 3 y acabó 7.ª en el ranking de robos con 20. Terminó el mundial entre las 30 mejores en todos los rankings. En 2003, en el Europeo de Grecia, medalla de bronce y clasificación directa para las olimpiadas de Atenas 2004. Acabé el Europeo como segunda máxima anotadora, con una media de 20 puntos por partido. Y cuarta en rebotes. En la siguiente temporada, la 03-04, ganó una Supercopa y la copa de la Reina, siendo el único equipo que logra tres copas consecutivas. Fue miembro del quinteto ideal de la Copa de la reina de Palma de Mallorca 2004 y nombrada MVP de la final de la Copa de la reina de Palma de Mallorca 2004. Medalla de bronce al mérito deportivo entregada por S.M. El Rey Don Juan Carlos. 
En la temporada 03-04, fue elegida mejor Alero de la Liga. Ganó la liga 03-04 con el Ros Casares Valencia, con una media de 19'3 puntos por partido en la final, siendo, el Ros Casares Valencia, el segundo equipo español en lograr un triplete, y el único equipo en conseguir la supercopa, la liga y la copa en la misma temporada. Después participó en la liga Brasileña con el Unimed/Americana, con el que consiguió la clasificación para el Mundial de Clubs, con una media de 17.7 puntos por partido y el Subcampeonato de la Liga Paulista con una media de 15 puntos por partido. En las olimpiadas de 2004 la Selección de baloncesto de España quedó sexta al perder en el cruce con Brasil. Amaya acabó con una media de 17 puntos por partido (5.ª en el ranking) y 4.ª en el ranking de balones robados, con un total de 20. 
El último título que ganó con el Ros Casares Valencia fue la segunda Supercopa, era la segunda vez que disputaba este título y la segunda vez que lo conseguía. Alcanzó los 16 puntos y 16 de Valoración. En la temporada 2004 fue elegida entre las 10 mejores deportistas femeninas del año según la encuesta realizada por la Agencia Efe y en la que votan los principales medios de comunicación españoles. En la temporada 04-05 consiguió, con el Ros Casares el Subcampeonato de Liga. Pese a no conseguir el título, fue proclamada MVP de los play off, con 20,1 de valoración media en 10 partidos, 20,1 puntos por partido y con el nombramiento de mejor Alero de la liga, así como líder en el apartado de balones recuperados, con 2,7 robos por partido. En la quinta edición de los premios al mérito deportivo, fue nombrada deportista femenina más destacada por sus resultados en el ejercicio anterior. Finalizó el Europeo de Turquía en 2005, donde consiguieron la medalla de bronce, y la clasificación para el mundial de Brasil. A nivel personal fue nombrada máxima anotadora del Europeo con 21,6 puntos por partido, y formó parte del quinteto ideal del campeonato.

### Periplo ruso
En 2005 comenzó a jugar en Rusia, donde se mantuvo tres temporadas. Comenzó jugando en el BC Volgaburmash Samara, que en 2006 se integró en la estructura del CSKA Moscú. En su primera temporada fue incluida en el quinteto ideal de la liga, y en la segunda fue nombrada mejor jugadora extranjera.
En su primer año en Rusia participó con el Vbm en el mundial de clubes que se celebraba en Samara, allí consiguió su segundo campeonato y logró ser incluida en el quinteto ideal del campeonato con una media de 15.75 puntos por partido. Fue elegida segunda mejor jugadora de Europa del 2005. Esa misma temporada logró el campeonato de copa. En mayo consiguió el campeonato de la Superliga rusa con el BC Volgaburmash con un 3-0 en la final frente al Ekaterinburg. Fueron subcampeonas de la Euroliga celebrada en marzo en la ciudad Checa de Brno. Consiguió ser segunda clasificada en el MVP Fiba 2005 a tan solo 8 votos de la primera clasificada. En marzo fue elegida en el equipo europeo del All Star de fiba, que se celebró en Pecs (Hungría), pero una inoportuna lesión la dejó fuera del partido, aun así participó en los actos organizados por FIBA Europa para presentar el año de la Mujer en el Baloncesto.
En el Campeonato Mundial de Brasil, la selección española quedó en octavo lugar, y fue la segunda máxima anotadora del campeonato con una media de anotación de 21,22 puntos.
En su segunda temporada en Rusia, fue elegida mejor extranjera de la competición, y ese año además ganó la Copa Rusa y fue Subcampeona de la Superliga rusa en mayo de 2007. En marzo fue elegida por segunda vez en el equipo europeo All Star de la FIBA, que se celebró en Valencia. En septiembre consiguió la medalla de plata con la selección en el Europeo de Chieti, asimismo fue seleccionada en el quinteto ideal y MVP de la final. En octubre, ya en las filas del CSKA de Moscú, consiguieron el Mundial de Clubs celebrado en Ekaterimburgo.
En el Eurobasket 2007 fue proclamada mejor jugadora del torneo tras ganar España la medalla de plata. Desde 2007 comenzó a participar en la empresa StarDreams, integrada por varios destacados deportistas como Antonio Maceda, Julio Salinas, Albert Ferrer, Almudena Cid, Estela Giménez, Gervasio Deferr, Blanca Fernández Ochoa, Martín Fiz, Fernando Romay o Xavi Torres y dedicada principalmente al asesoramiento a directivos y ejecutivos en la mejora del rendimiento laboral.

### Regreso a España
En 2008 regresó al club Ros Casares Valencia, en el que ya había militado cuatro temporadas. Su regreso no pudo ser más exitoso, ya que el equipo se proclamó campeón de liga, copa y supercopa dos veces consecutivas. En 2010 abandona el club para fichar por el Rivas Ecópolis.
Desde el 3 de junio de 2008 en su ciudad natal, Alcobendas, un pabellón en el polideportivo José Caballero recibe el nombre de "Amaya Valdemoro" en un acto en el que se encontraban numerosas instituciones, familiares y aficionados.
El 27 de agosto de 2010 alcanzó las 200 participaciones con la Selección de baloncesto de España.
El 3 de octubre de 2010, consigue la medalla de bronce en el mundial de la República Checa 2010, capitaneando a la selección española y siendo la máxima anotadora del campeonato
En 2010 ficha por el club madrileño Rivas Ecópolis. Después de prácticamente toda su carrera fuera de su ciudad natal, consigue volver a Madrid y estar cerca de su familia, algo que llevaba deseando varios años.
Durante 2 temporadas consigue levantar la Copa de la Reina y un subcampeonato en la Euroliga. Precisamente en un partido de esta Euroliga, el 12 de octubre de 2011 una mala caída hace que se fracture las dos muñecas y se aparte de las canchas varios meses, tras lo cual consigue recuperarse y volver a jugar.

### Etapa en Turquía

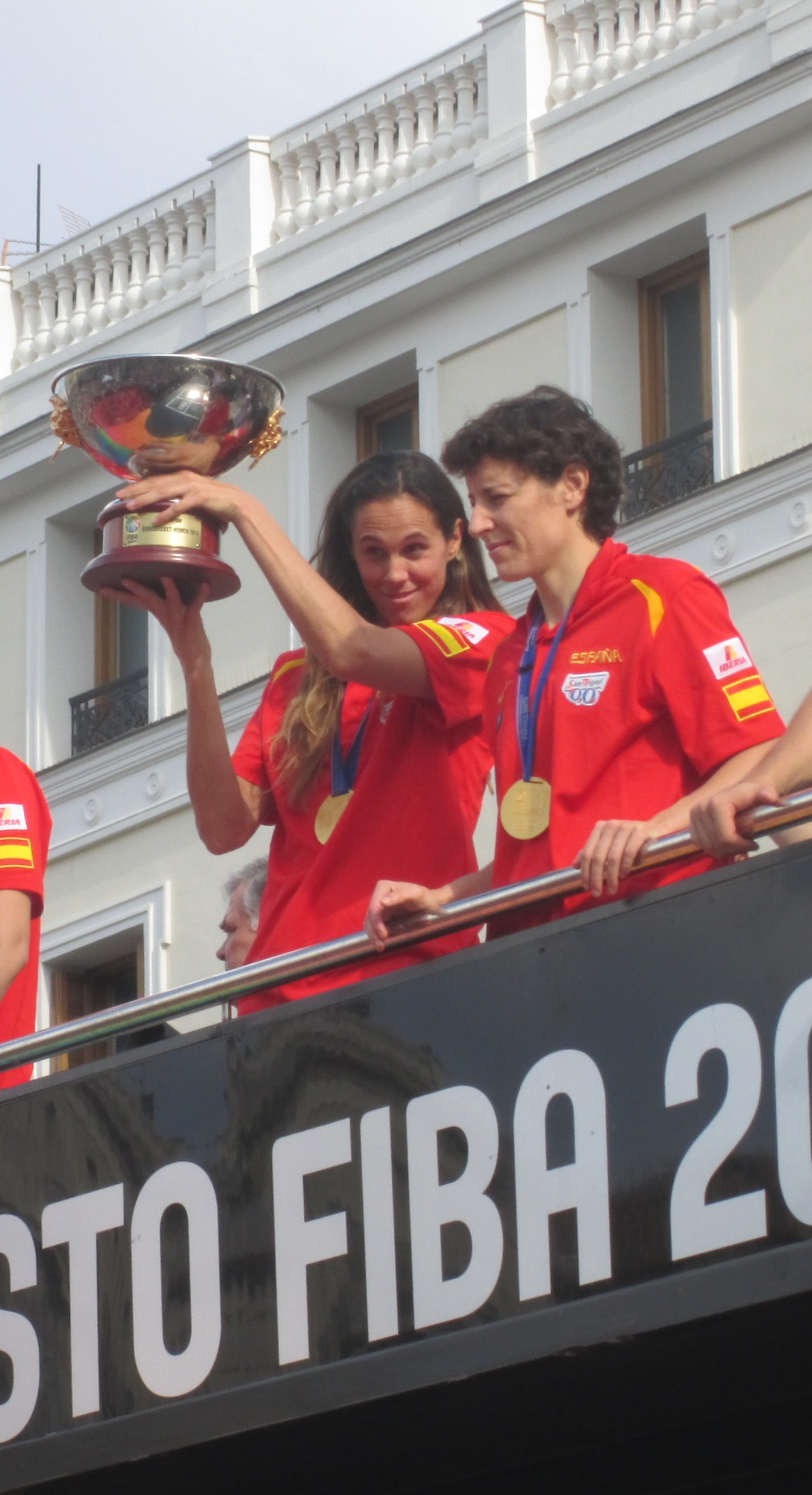
Amaya Valdemoro y Elisa Aguilar en la celebración del Europeo 2013.

En 2012 ficha por el club turco Tarsus, que participa en la Euroliga. Rescinde el contrato con dicho club en 2013 y el 22 de febrero de ese mismo año ficha por el Centros Único Real Canoe NC que milita en la Liga Femenina 2 de España.

## Trayectoria
| Equipo                      | Liga                   | Temporadas |
| --------------------------- | ---------------------- | ---------- |
| Dorna Godella               | Liga Femenina España   | 1992-1994  |
| Salamanca Halcón Viajes     | Liga Femenina España   | 1994-1996  |
| Pool Getafe                 | Liga Femenina España   | 1996-1998  |
| Houston Comets              | WNBA Estados Unidos    | 1998-2000  |
| Salamanca Halcón Viajes     | Liga Femenina España   | 1998-2001  |
| Ros Casares Valencia        | Liga Femenina España   | 2001-2005  |
| CSKA Samara                 | Premier League Rusia   | 2005-2007  |
| CSKA Moscú                  | Premier League Rusia   | 2007-2008  |
| Ros Casares Valencia        | Liga Femenina España   | 2008-2010  |
| Rivas Ecópolis              | Liga Femenina España   | 2010-2012  |
| Tarsus Belediyesi           | TKBL Turquía           | 2012-2013  |
| Centros Único Real Canoe NC | Liga Femenina 2 España | 2013       |

## Libros
En 2015 publicó su autobiografía Nací luchando, coescrita con el periodista Julián Redondo. Desde 2013, también es autora de libros de ficción orientados al público infantojuvenil, Los Trugos. El enigma del Trece (Santillana Educación) ISBN 978-84-9122-173-9.y  La trampa del mapache. Los Trugos 2 ISBN 978-84-9122-392-4.

## Palmarés

### Títulos de clubes
Dorna Godella
- Euroliga (1): 1992/93
- Mundial de Clubes (1): 1992
- Liga Femenina (2): 1992/93, 1993/94
- Copa de la Reina (1): 1993/94

Pool Getafe
- Liga Femenina (2): 1996/97, 1997/98
- Copa de la Reina (2): 1996/97, 1997/98

Ros Casares Valencia
- Liga Femenina (4): 2001/02, 2003/04, 2008/09, 2009/10
- Copa de la Reina (5): 2001/02, 2002/03, 2003/04, 2008/09, 2009/10
- Supercopa de España (4): 2003, 2004, 2008, 2010

VBM-SGAU Samara/CSKA Samara
- Mundial de Clubes (1): 2005
- Premier League (2): 2005/06, 2006/07

CSKA Moscú
- Premier League (1): 2007/08

Rivas Ecópolis
- Copa de la Reina (1): 2010/11

#### WNBA
Houston Comets
- WNBA (3): 1998, 1999, 2000

Campeona de la WNBA en 2001

### Con la selección española

#### Medallas
Absoluta
- Eurobasket 2013 ( Letonia)
- Eurobasket 2007 ( Turquía) – MVP
- Eurobasket 2003 ( Grecia)
- Eurobasket 2005 ( Turquía) – Equipo ideal
- Eurobasket 2009 ( Letonia)
- Mundial 2010 ( República Checa) – Mayor anotadora

Categorías inferiores
- Europeo U16 1993 ( Poprad)
- Europeo U18 1994 ( Veliko Tarnovo)

Participaciones
- Ha participado en 4 Mundiales (récord Español junto con Laia Palau y Lucila Pascua), logrando una medalla de bronce:
  - 5.º puesto en Alemania 1998.
  - 5.º puesto en China 2002.
  - 8.º puesto en Brasil 2006.
  -  Medalla de Bronce en República Checa 2010.
- Ha logrado 5 medallas en 8 participaciones en el Eurobasket:
  - 9.º puesto en Chequia 1995
  - 5.º puesto en Hungría 1997
  -  Medalla de Bronce en Grecia 2003 y clasificación para las olimpiadas de Atenas 2004.
  -  Medalla de Bronce en Turquía 2005 y clasificación para el mundial de Brasil.
  -  Medalla de Plata en Italia 2007 clasificación para las olimpiadas de Pekín 2008.
  -  Medalla de Bronce en Letonia 2009 y clasificación para el Mundial.
  - 9.º puesto en Campeonato europeo de baloncesto femenino 2011
  -  Medalla de Oro en Francia 2013 y clasificación para el Mundial.
- 2 participaciones en los Juegos Olímpicos:
  - 6.º puesto en Atenas 2004.
  - 5.º puesto en Pekín 2008.

### Distinciones individuales
- Real Orden del Mérito Deportivo: Medalla de Bronce (2002),[15] Plata (2008)[16] y Oro (2014)
- Primer baloncestista español (masculino y femenino) en ganar un anillo NBA y el único en ganarlo 3 veces y de forma consecutiva.
- 3 veces seleccionada para el All-Star Game de la Euroliga: 2006 (no participó por lesión), 2007 y 2008 (MVP).
- MVP del Eurobasket 2007.
- MVP de la Copa de la Reina: 2004.
- MVP de los play-off de la Liga y mejor Alero (2004)
- Máxima anotadora del Eurobasket 2005.
- Designada por la FIBA como 2.ª en 2005, 4.ª en 2006, 2.ª en 2007, 3.ª en 2008, 5.ª en 2009 y 3.ª en 2010 mejor jugadora Europea.
- Fue elegida en el quinteto ideal del campeonato del mundo de selecciones en China 2002.
- Máxima anotadora del Mundobasket 2010.
- 258 veces Internacional Absoluta con la Selección femenina de baloncesto de España.
- Hall of Fame del Baloncesto Español (2019).[17]
- Hall of Fame de la FIBA (2023)